# Adolfo Mújica y Sáyago
Adolfo Mújica y Sáyago (* 2. August 1860 in Mexiko-Stadt; † 26. Dezember 1916 in Chile) war ein mexikanischer Botschafter.

## Leben
Die Eltern von Adolfo Mújica y Sáyago waren Adelaida Sayago y Méndez und Manuel Antonio Mujica y Sánchez-Navarrete. Adolfo Mújica y Sáyago heiratete Guadalupe Diez de Bonilla y Valenzuela Ihre Kinder waren Adolfo, Francisco, Margarita, Concepción, María Elena, Guadalupe Mujica Diez de Bonilla. Von 1890 bis 1891 war Adolfo Mújica y Sáyago in den Chicago akkreditiert. Von 1900 bis 1912 war Adolfo Mújica y Sáyago mexikanischer Generalkonsul in Barcelona. 1905 erhielt Adolfo Mújica y Sáyago ein Execuatur als Konsul für Belgien. Adolfo Mújica y Sáyago war auch in Antwerpen als Generalkonsul akkreditiert.
Am 21. August 1914 dekredierte die Regierung von Venustiano Carranza, dass das gesamte diplomatische Personal Mexikos im Ausland seines Amtes enthoben sei, da es dem Regime von Victoriano Huerta gedient hätte. In Kolumbien wurde Mexiko von Juan Manuel Alcaraz Tornel und Domingo Nájera de Pindter als Geschäftsträger vertreten.
| Vorgänger                 | Amt | Nachfolger             |
| ------------------------- | --- | ---------------------- |
| Manuel Barreiro y Vallejo | mexikanischer Botschafter in Buenos Aires, Calle del Cerrito No. 1114 8. April 1910 bis 17. September 1912               | Ignacio Rivero         |
| Luis G. Pardo             | mexikanischer Botschafter in Santiago de Chile 10. Dezember 1912 bis 21. August 1914                                     | Isidro Fabela Alfaro   |
| Luis G. Pardo             | mexikanischer Botschafter in Bogotá Sitz Calle de Catedral 1261, Santiago de Chile 10. Dezember 1912 bis 21. August 1914 | Fernando Cuén          |
| Luis G. Pardo             | mexikanischer Botschafter in La Paz Sitz Santiago de Chile 10. Dezember 1912 bis 21. August 1914                         | Manuel Méndez Palacios |
| Luis G. Pardo             | mexikanischer Botschafter in Quito Sitz Santiago de Chile 8. August 1913 bis 21. August 1914                             | Fernando Cuén          |
| Luis G. Pardo             | mexikanischer Botschafter in Lima Sitz Santiago de Chile 18. August 1913 bis 24. März 1915                               | Eduardo F. Hay         |